# مديرية دمت

تعديل مصدري - تعديل

مديرية دَمت إحدى مديريات محافظة الضالع في جنوب اليمن. بلغ عدد سكانها 60944 نسمة عام 2004. مركز هذه المديرية مدينة دمت.

موقع مديرية دمت في محافظة الضالع